# Bernard Boyer

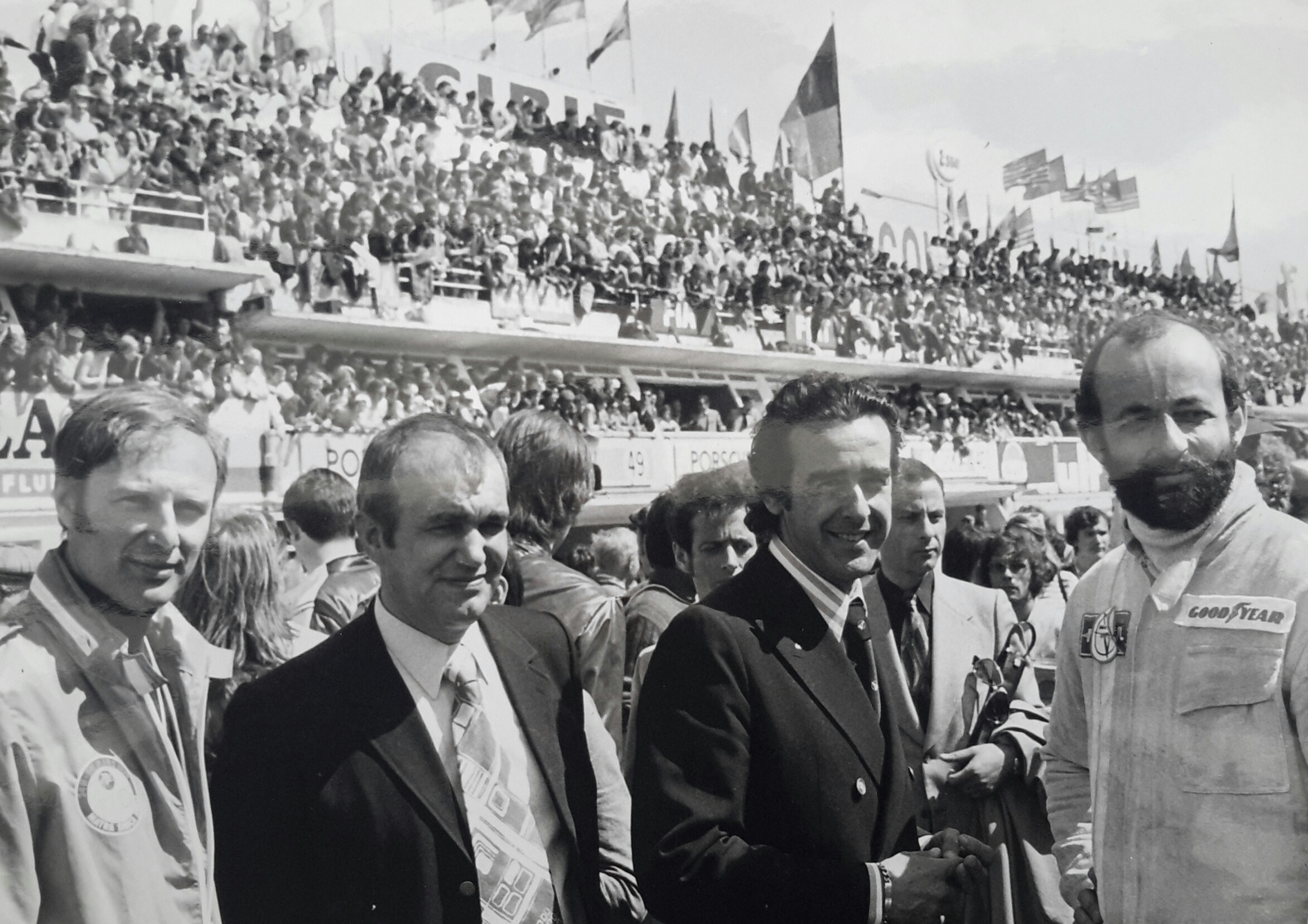
Bernard Boyer (links) beim 24-Stunden-Rennen von Le Mans 1972

Bernard Michel Georges Roger Boyer (* 25. März 1934 in Orléans; † 19. März 2018 in Le Beausset) war ein französischer Rennwagenkonstrukteur und Autorennfahrer.

## Karriere
Boyer wurde vor allem als Designer und Konstrukteur der Rennfahrzeuge von Matra in den 1960er- und 1970er-Jahren bekannt. Vor dieser Tätigkeit war er auch als Rennfahrer aktiv. 1962 und  1963 bestritt er das 24-Stunden-Rennen von Le Mans für Panhard und Alpine. Als Partner von Guy Verrier fiel er 1962 auf einem CD Dyna und 1963 auf einem Alpine M63 jeweils vorzeitig durch Motorschaden aus.
Nach seiner aktiven Zeit als Rennfahrer arbeitete er als Chefkonstrukteur bei Matra und war dort für die Entwicklung der Monoposto-Rennwagen und Sportprototypen zuständig. Auf seinem Zeichentisch entstanden erfolgreiche Formel-1-Rennwagen wie der MS10, der Matra MS80, mit dem Jackie Stewart 1969 die Formel-1-Weltmeisterschaft gewann, und der letzte Formel-1-Bolide von Matra, der MS120. Auch der Matra MS650 und dessen Nachfolgemodelle, MS660, MS670 und MS680, wurden von Boyer entworfen.

## Statistik

### Le-Mans-Ergebnisse
| Jahr | Team                           | Fahrzeug   | Teamkollege | Platzierung | Ausfallgrund |
| ---- | ------------------------------ | ---------- | ----------- | ----------- | ------------ |
| 1962 | Panhard & Levassor             | CD Dyna    | Guy Verrier | Ausfall     | Motorschaden |
| 1963 | Société des Automobiles Alpine | Alpine M63 | Guy Verrier | Ausfall     | Motorschaden |

### Einzelergebnisse in der Sportwagen-Weltmeisterschaft
| Saison | Team               | Rennwagen              | 1   | 2   | 3   | 4   | 5   | 6   | 7   | 8   | 9   | 10  | 11  | 12  | 13  | 14  | 15  | 16  | 17  | 18  | 19  | 20  | 21  | 22  |
| ------ | ------------------ | ---------------------- | --- | --- | --- | --- | --- | --- | --- | --- | --- | --- | --- | --- | --- | --- | --- | --- | --- | --- | --- | --- | --- | --- |
| 1962   | Panhard & Levassor | CD Dyna                | DAY | SEB | SEB | MAI | TAR | BER | NÜR | LEM | TAV | CCA | RTT | NÜR | BRI | BRI | PAR |     |     |     |     |     |     |     |
| 1962   | Panhard & Levassor | CD Dyna                |     |     |     |     |     |     | 24  | DNF |     |     |     |     |     |     |     |     |     |     |     |     |     |     |
| 1963   | Alpine             | Alpine M63 Alpine A108 | DAY | SEB | SEB | TAR | SPA | MAI | NÜR | CON | ROS | LEM | MON | WIS | TAV | FRE | CCE | RTT | OVI | NÜR | MON | MON | TDF | BRI |
| 1963   | Alpine             | Alpine M63 Alpine A108 |     |     |     |     |     |     |     |     |     | DNF |     |     |     |     |     |     |     |     |     |     | DNF |     |